# مار رودخانه‌ای سند
مار رودخانه‌ای سند (نام علمی: Enhydris chanardi) نام یک گونه از سرده آب‌مارهای سموری است.